# یولی اشمیت
یولی اشمیت (انگلیسی: Julie Schmitt; ۶ آوریل ۱۹۱۳ – ۱۰ دسامبر ۲۰۰۲) ژیمناست هنری اهل آلمان بود.